# 애덤 로드리게스
애덤 로드리게스(Adam Rodriguez, 1975년 4월 2일 ~ )는 미국의 배우이다.

## 출연작품

### TV 시리즈
- 코스비 가족 (The Cosby show)
- NYPD블루 (NYPD Blue)
- 브루클린 사우스 (Brooklin South)
- 로스웰 (Loswell)
- 올 소울스 (All Souls)
- 리서렉션 빌보드 (Resurrection Blvd.)
- 펠리시티 (Felicity)
- 라이안 콜필드 (Ryan Caulfield: Year 1)
- CSI: 마이애미 (CSI: Miami)
- 크리미널 마인드 (Crimina Mind)

### 영화
- 임포스터 (The Imposter)